# Жигилий, Екатерина Евгеньевна
Екатерина Евгеньевна Жигилий (в девичестве Кузьменкова) (5 января 1988 года) — российская профессиональная баскетболистка. Мастер спорта России.

## Карьера
Воспитанница московской баскетбола. Вызывалась в юниорские сборные России. Долгое время выступала за столичную «Глорию» в Суперлиге. Также центровая успела сыграть в АСБ за РГУФКСМиТ.
В Премьер-Лиге баскетболистка дебютировала в составе московского «Динамо». Позднее играла в ней за «Енисей». Всего в элите она провела 77 матчей.
В июле 2022 года перешла в клуб Суперлиги «Энергия» (Иваново). По итогам чемпионата болельщики признали ее самым ценным игроком команды в сезоне.
В августе 2022 года в составе женской сборной Ивановской области по баскетболу 3x3 приняла участие на первой Всероссийской Спартакиаде. Турнир прошел в Москве на площадке «Под Мостом» в олимпийском комплексе «Лужники».

## Достижения
- Бронзовый призер чемпионата Европы U16 (1): 2004.
- Бронзовый призер Восточноевропейской лиги (1): 2017/2018.
- Финалист Кубка Д.Я. Берлина (2): 2022[7], 2024[8].
- Победительница Межрегиональной любительской баскетбольной лиги. Член ее символической сборной (2016/2017)[9]

## Семья
Супруг — Владимир Жигилий (род. 1981 г.) — бывший баскетболист, ныне — тренер. Он является сыном известного советского баскетболиста, двукратного призера Олимпийских игр Владимира Жигилия-старшего и Олимпийской чемпионки 1972 по волейболу Людмилы Жигилий (Борозна). У четы есть дочь Владимира.
В 2023 году пара официально оформила свои отношения, после чего баскетболистка взяла фамилию мужа.